# Gianluigi Trovesi

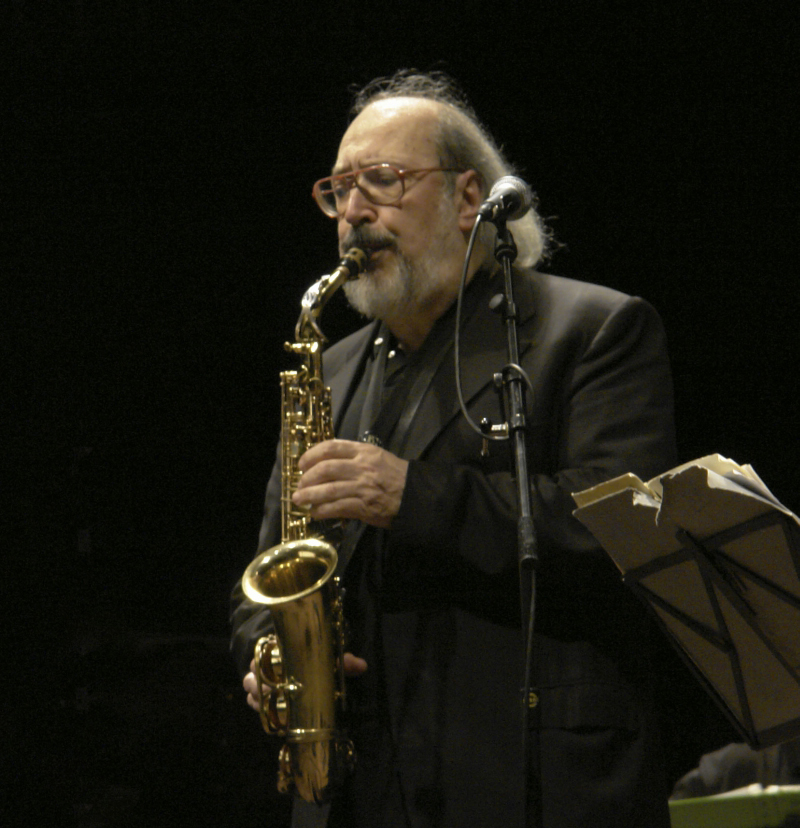
Trovesi in 2006

Gianluigi Trovesi (Nembro, 10 januari 1944) is een Italiaanse saxofonist en klarinettist. Gedurende zijn muzikale carrière probeert hij een mengeling te scheppen tussen traditionele Italiaanse muziek, waaronder klassieke muziek en jazz. Net als zovelen zette hij zijn eerste muzikale stappen in de kerk, kerkkoor en merkmuziek zijn alom vertegenwoordigd in Italië, daarnaast de traditionele begeleiding van volksdansen (klarinet – accordeon – gitaar). Trovesi probeerde zelf wat, maar werd gewezen op de mogelijkheid een muzikale opleiding te volgen aan het conservatorium in Bergamo, een paar kilometers weg van Nembro. In 1966 beëindigde hij daar zijn studie klarinet, maar ook een studie harmonieleer en contrapunt werden daar afgerond. In aanvulling daarop volgde hij nog lessen, waarbij de nadruk lag op Italiaanse muziek uit de 19e eeuw. 
Gedurende die jaren kwam ook de Amerikaanse jazz op met eerst Glenn Miller en Benny Goodman. Daarna volgden de bekende Charlie Parker, Gerry Mulligan en Lee Konitz. Echter grootste indruk maakte Eric Dolphy in het combo van Charles Mingus op een jazzfestival in Milaan in 1964. 
Trovesi begon na zijn studie zelf les te geven en ook op te treden, waarbij zijn talent snel werd onderkend. Vanaf dan trad Trovesi met allerlei jazzmusici op, in kleine gezelschappen tot bigbands. Hij ontving diverse jazzprijzen in zijn land, gaf les aan het conservatorium in Stockholm en nam een aantal muziekalbums op, die steevast werden uitgeroepen tot beste jazzalbum in Italië.

## Discografie
Onder eigen naam
- 1978: Baghet (Dischi Della Quercia)
- 1981: Cinque Piccole Storie (DDQ)
- 1985: Dances (Red Records)
- 1988: Les Boites a musique (Splasc(h))
- 1992: From G to G (Soul Note)
- 1992: Let (Splasc(h))
- 1994: Colline (Silex)
- 1995: Radici (EGEA)
- 1997: Les Hommes armés (Soul Note)
- 1999: Around small fairie tales (soul Note)
- 2000: In Cerca Di Cibo (ECM Records)
- 2000: Round About a Midsummer's Dream (Enja Records)
- 2002: Big Band Project (Enja Records)
- 2002: Fugace (ECM Records)
- 2005: Round About Weill (ECM Records)
- 2007: Vaghissimo Ritratto (ECM Records)
- 2008: Profumo di Violetta (ECM Records)

Daarnaast nog tientallen muziekalbums van derden waarop hij meespeelde.